# Colloque religieux de Haguenau

Le Colloque religieux de Haguenau a eu lieu du 28 juin au 28 juillet 1540 à Haguenau en Alsace. 
Des princes électeurs, des princes ou leurs représentants et des théologiens ont tenté d'y établir les conditions d'un dialogue religieux pertinent entre protestants et catholiques.
Ce colloque était présidé par le roi Ferdinand d'Autriche, frère de Charles Quint. Les réformateurs Jean Calvin, Brenz, Bucer, Capiton, Cruciger, Philippe Melanchthon, Menius, Myconius, Geldenhauer, y participèrent ainsi que les catholiques Johannes Eck, Fabri, Gropper, Nausea, Cochlaeus.
Le colloque a finalement échoué sur la question de l'autorité et de la structure de l'Église ainsi que sur la question de la transsubstantiation et de la confession. 